# Río Linares (Asturias)
El río Linares, también llamado río de la Ría y río Amandi, es un río de unos 5 km, que desemboca en el mar Cantábrico a la altura de  Villaviciosa.

## Curso
Es un río que recorre un terreno suave por lo que no tiene torrenteras. Desde la propia villa hasta cerca de su nacimiento hay una senda peatonal que cruza en río en diversas ocasiones y discurre por parajes rurales de gran belleza. Tiene áreas recreativas y bancos a lo largo del trayecto desde los que se va contemplando la placidez del río.
Aparece descrito en el segundo volumen del Diccionario geográfico-estadístico-histórico de España y sus posesiones de Ultramar de Pascual Madoz con las siguientes palabras:

AMANDI: r. en la prov. de Oviedo, part. jud. y ayunt. de Villaviciosa: se forma en el sitio de Balbucar, térm. de la parr. de Amandi, en donde se juntan los que bajan de Cabranes, part. del Infiesto, y de Sietes por la Vega; desde dicha confluencia toma propiamente el nombre de r. Amandi, fertilizando el terreno hasta la represa de Retromar, siguiendo por entre las felig. de Villaviciosa y Gazanes hasta Buetes, en donde toma el nombre de r. Linares, y va á perderse á la Rada del Puntal, despues de haber recorrido unos 7/4 de leg. desde su origen: tiene 4 puentes de piedra, uno en Balbucar, otro en Labares, otro en San Juan de Amandi sobre la carretera de Villaviciosa á Oviedo, y el otro en Buetes: el primero es ant., se halla en mal estado y sirve de paso para Villaviciosa, parr. de Lugás y conc, de Cabranes; el segundo se principió el año 40 y aun no está concluido, por no haber bastado el primer presupuesto que se les concedió para su construccion; es de un ojo, y sirve tambien de paso para Villaviciosa á Labares y parr., que están á la parte del mediodia de su sit.; el tercero es ant. de un arco, y se ignora la fecha de su construccion; á uno y otro lado del puente hace un repecho bastante embarazoso para los transeuntes: el cuarto y último, sit. en el camino de Villaviciosa á Gijon, es tambien ant., de dos ojos, buena construccion y medianamente conservado: sirve de paso para las felig. que se encuentran hácia la marina: el indicado r. en su mayor anchura tiene 7 varas, y de profundidad unos dos pies: prod.: truchas, anguilas y mugiles.
(Madoz, 1845, p. 230)

## Fauna
Según muestreos de pesca eléctrica acometidos entre los años 1997 y 2019, referencias bibliográficas y comunicaciones orales fidedignas, en el río Linares se han detectado especímenes de anguila, salmón y platija.